# Анда (Грузия)
Анда (груз. ანდა) — село в Грузии, на территории Ахалцихского муниципалитета края (мхаре) Самцхе-Джавахети.

## География
Село находится в южной части Грузии, вблизи истока реки Лашисгеле (бассейн Куры), на расстоянии приблизительно 5 километров (по прямой) к югу от города Ахалцихе, административного центра муниципалитета. Абсолютная высота — 1499 метров над уровнем моря.

## Население
По результатам официальной переписи населения 2014 года, в Анде проживало 74 человека (38 мужчин и 36 женщин). В национальной структуре населения грузины составляли 100 %.
| Год  | Население, человек |
| ---- | ------------------ |
| 2002 | 75                 |
| 2014 | ↘ 74               |